# Club Atlético Barracas Central
Maillots
Actualités
Le Club Atlético Barracas Central, plus couramment abrégé en Barracas Central, est un club argentin de football fondé le 15 avril 1904 et basé à Buenos Aires, la capitale du pays.
En 2021, le club monte en première division argentine après 87 années d'absence.

## Histoire
Le CA Barracas Central est fondé le 5 avril 1904, à partir de 1911 le club est affilié à la fédération argentine de football, jusqu'en 1913 il évolue sous le nom Villa Soldati, en 1919 il devient champion de la division intermédiaire obtenant une promotion en première division de l'Association de football amateur. Entre 1920 et 1930 (toujours à l'époque de l'amateurisme) Barracas Central a joué en première division.
Après être devenu champion de la Primera C lors de la saison 2009-2010, lors de la première année de la nouvelle division, la saison 2010-2011 de la Metropolitan Primera B, Barracas réalise une excellente campagne, terminant 7e sur 22 équipes. Au cours de la saison 2018-2019 en Primera B Metropolitana il est promu à la Primera B Nacional, deuxième catégorie du football argentin.
Le 18 août 2019, Barracas Central fait ses débuts en deuxième division.
Le 21 décembre 2021, Barracas Central est promu en première division de Football argentin pour la saison suivante. Son stade étant trop petit, le club évolue au stade Tomás Adolfo Ducó du Club Atlético Huracán, un club avec lequel il entretient de bonnes relations.
Le 10 février 2022, il fait ses débuts professionnels dans la Coupe de la Ligue professionnelle.

## Personnalités du club

### Présidents
- Matías Tapia

### Entraîneurs
- Alfredo Berti (2022)
- Rodolfo De Paoli (2022-2023)
- Sergio Rondina (2023-déc. 2023)
- Alejandro Orfila (depuis déc. 2023)